# Edward Dixon
Edward Weah Dixon (ur. 8 maja 1976 w Monrovii) – liberyjski piłkarz grający na pozycji pomocnika. W swojej karierze 8 razy wystąpił w reprezentacji Liberii.

## Kariera klubowa
Karierę piłkarską Dixon rozpoczął w klubie Invincible Eleven z Monrovii. W jego barwach zadebiutował w 1993 roku w liberyjskiej Premier League. W latach 1993–1994 dwukrotnie z rzędu wywalczył z nim Puchar Liberii.
W 1994 roku Dixon wyjechał do Francji i jego pierwszym klubem w tym kraju był Olympique Alès. W kolejnych latach grał w takich klubach jak: Nîmes Olympique, ponownie Olympique Alès oraz amatorskie Stade Beaucairois, AS Frontignan, FA Île-Rousse, FC Bourg-Péronnas, Vendée Luçon Football i Thouars Foot 79. W 2007 roku jako zawodnik tego ostatniego zakończył karierę.

## Kariera reprezentacyjna
W reprezentacji Liberii Dixon zadebiutował w 1997 roku. W 2002 roku został powołany do kadry na Puchar Narodów Afryki 2002. Rozegrał na nim jeden mecz, z Algierią (2:2). W kadrze narodowej grał do 2003 roku. Zagrał w niej w 8 meczach.